# 1. Fußball-Club Nürnberg Verein für Leibesübungen 1964-1965
Questa voce raccoglie le informazioni riguardanti il 1. Fußball-Club Nürnberg Verein für Leibesübungen nelle competizioni ufficiali della stagione 1964-1965.

## Stagione
Nella stagione 1964-1965 il Norimberga, allenato da Gunther Baumann, concluse il campionato di Bundesliga al 6º posto. In Coppa di Germania il Norimberga fu eliminato in semifinale dal Borussia Dortmund.

## Rosa
| N. |                     | Ruolo | Calciatore         |
| -- | ------------------- | ----- | ------------------ |
|    | Germania (bandiera) | P     | Adolf Ruff         |
|    | Germania (bandiera) | P     | Gerhard Strick     |
|    | Germania (bandiera) | P     | Roland Wabra       |
|    | Germania (bandiera) | D     | Paul Derbfuß       |
|    | Germania (bandiera) | D     | Helmut Hilpert     |
|    | Germania (bandiera) | D     | Horst Leupold      |
|    | Germania (bandiera) | D     | Hermann Marchl     |
|    | Germania (bandiera) | D     | Ludwig Müller      |
|    | Germania (bandiera) | D     | Fritz Popp         |
|    | Germania (bandiera) | D     | Ferdinand Wenauer  |
|    | Germania (bandiera) | C     | Jürgen Billmann    |
|    | Germania (bandiera) | C     | Karl-Heinz Ferschl |
|    | Germania (bandiera) | C     | Stefan Reisch      |
|    | Germania (bandiera) | C     | Tasso Wild         |

| N. |                     | Ruolo | Calciatore          |
| -- | ------------------- | ----- | ------------------- |
|    | Germania (bandiera) | C     | Franz Zimmert       |
|    | Germania (bandiera) | A     | Reinhold Adelmann   |
|    | Germania (bandiera) | A     | Richard Albrecht    |
|    | Svizzera (bandiera) | A     | Toni Allemann       |
|    | Germania (bandiera) | A     | Kurt Dachlauer      |
|    | Germania (bandiera) | A     | Gustav Flachenecker |
|    | Germania (bandiera) | A     | Manfred Greif       |
|    | Germania (bandiera) | A     | Max Morlock         |
|    | Germania (bandiera) | A     | Heinrich Müller     |
|    | Germania (bandiera) | A     | Karl Schmidt        |
|    | Germania (bandiera) | A     | Hubert Schöll       |
|    | Germania (bandiera) | A     | Heinz Strehl        |
|    | Svizzera (bandiera) | A     | Rolf Wüthrich       |

## Organigramma societario
Area tecnica
- Allenatore: Gunther Baumann
- Allenatore in seconda:
- Preparatore dei portieri:
- Preparatori atletici:

## Calciomercato

### Sessione estiva
| Acquisti | Acquisti      | Acquisti      | Acquisti |
| R.       | Nome          | da            | Modalità |
| -------- | ------------- | ------------- | -------- |
| A        | Toni Allemann | PSV           |          |
| A        | Manfred Greif | Holstein Kiel |          |
| D        | Ludwig Müller | 1. FC Haßfurt |          |
| A        | Rolf Wüthrich | Grasshoppers  |          |

| Cessioni | Cessioni           | Cessioni       | Cessioni |
| R.       | Nome               | a              | Modalità |
| -------- | ------------------ | -------------- | -------- |
| A        | Walter Fladerer    | Schweinfurt 05 |          |
| A        | Günther Rubenbauer | Norimberga II  |          |
| A        | Peter von Kummant  | Wacker Monaco  |          |

## Risultati

### Bundesliga

#### Girone di andata
| Arbitro: | Regely |

|                            |           |  |
| Strehl 79’ Ertz 87’ (aut.) | Marcatori |  |

| Arbitro: | Jacobi |

|                                      |           |            |
| Böhringer 18’ Geiger 72’ Huttary 75’ | Marcatori | 11’ Strehl |

| Arbitro: | Mathieu |

|                     |           |  |
| Strehl 35’ Wild 60’ | Marcatori |  |

| Arbitro: | Baumgärtel |

|                           |           |                         |
| Mittrowski 18’ Heiser 23’ | Marcatori | 6’ Strehl 21’ Dachlauer |

| Arbitro: | Spiewak |

|                         |           |                            |
| Wild 25’, 82’ Greif 68’ | Marcatori | 34’ Koslowski 89’ Crawatzo |

| Arbitro: | Tschenscher |

|                 |           |  |
| Wagner 28’, 65’ | Marcatori |  |

| Arbitro: | Fritz |

|                                               |           |          |
| Allemann 38’, 53’ Reisch 39’ (rig.) Greif 83’ | Marcatori | 47’ Wild |

| Arbitro: | Malka |

|                                 |           |                             |
| Wrenger 36’ Kapitulski 54’, 56’ | Marcatori | 28’ (aut.) Mangold 69’ Wild |

| Arbitro: | Ott |

|                                           |           |                        |
| Reisch 55’ (rig.) Allemann 74’ Strehl 81’ | Marcatori | 32’ Wuttich 33’ Hosung |

| Arbitro: | Siebert |

|           |           |            |
| Stein 57’ | Marcatori | 22’ Strehl |

| Arbitro: | Treichel |

|                        |           |                      |
| Strehl 3’ Allemann 39’ | Marcatori | 30’, 40’, 60’ Seeler |

| Arbitro: | Schulenburg |

|                         |           |  |
| Krämer 30’ Tagliari 34’ | Marcatori |  |

| Arbitro: | Spiewak |

|            |           |  |
| Strehl 68’ | Marcatori |  |

| Arbitro: | Deuschel |

|                                  |           |  |
| Wüthrich 6’ Greif 26’ Strehl 57’ | Marcatori |  |

| Arbitro: | Niemeyer |

|            |           |            |
| Schulz 32’ | Marcatori | 84’ Strehl |

#### Girone di ritorno
| Arbitro: | Schmidt |

|         |           |              |
| May 38’ | Marcatori | 54’ Wüthrich |

| Arbitro: | Sparing |

|            |           |         |
| Müller 77’ | Marcatori | 3’ Weiß |

| Arbitro: | Lutz |

|                     |           |                     |
| Rehhagel 68’ (rig.) | Marcatori | 12’ Wild 51’ Strehl |

| Arbitro: | Ott |

|              |           |  |
| Wüthrich 56’ | Marcatori |  |

| Arbitro: | Regely |

|              |           |                                            |
| Gerhardt 31’ | Marcatori | 37’ (rig.), 63’ (rig.) Reisch 71’ Albrecht |

| Arbitro: | Kreitlein |

|                     |           |                              |
| Wild 36’ Müller 89’ | Marcatori | 16’ Brunnenmeier 69’ Luttrop |

| Arbitro: | Seiler |

|          |           |            |
| Wild 89’ | Marcatori | 18’ Strehl |

| Arbitro: | Baumgärtel |

|            |           |  |
| Strehl 74’ | Marcatori |  |

| Arbitro: | Weyland |

|          |           |  |
| Moll 79’ | Marcatori |  |

| Norimberga 27 marzo 1965, ore 16:00 CET 25ª giornata | Norimberga | 0 – 0 referto | Eintracht Francoforte | Städtisches Stadion (25 000 spett.)\| Arbitro: \| Handwerker \| |
| Arbitro:                                             | Handwerker |               |                       |                                                                 |

| Arbitro: | Niemeyer |

|                         |           |              |
| Giesemann 35’ Bähre 83’ | Marcatori | 59’ Allemann |

| Arbitro: | Treichel |

|              |           |            |
| Allemann 32’ | Marcatori | 33’ Mielke |

| Arbitro: | Mathieu |

|                      |           |                  |
| Wosab 17’ Brungs 85’ | Marcatori | 51’ Flachenecker |

| Colonia 8 maggio 1965, ore 16:00 CET 29ª giornata | Colonia | 0 – 0 referto | Norimberga | Müngersdorfer Stadion (35 000 spett.)\| Arbitro: \| Ott \| |
| Arbitro:                                          | Ott     |               |            |                                                            |

| Arbitro: | Fritz |

|                |           |                                         |
| Strehl 8’, 43’ | Marcatori | 10’ Zebrowski 39’ Matischak 54’ Piontek |

### Coppa di Germania
| Arbitro: | Regely |

|                     |           |  |
| Strehl 19’ Wild 80’ | Marcatori |  |

| Arbitro: | Mathieu |

|                                  |           |           |
| Wild 37’ Albrecht 57’ Strehl 83’ | Marcatori | 8’ Dörfel |

| Arbitro: | Sturm |

|  |           |                                         |
|  | Marcatori | 65’ Wild 79’ Allemann 81’ (rig.) Müller |

| Arbitro: | Schulenburg |

|                                         |           |                    |
| Emmerich 2’ Konietzka 7’, 75’ Wosab 72’ | Marcatori | 54’ Greif 65’ Wild |

## Statistiche

### Statistiche di squadra
| Competizione      | Punti | In casa | In casa | In casa | In casa | In casa | In casa | In trasferta | In trasferta | In trasferta | In trasferta | In trasferta | In trasferta | Totale | Totale | Totale | Totale | Totale | Totale | DR  |
| Competizione      | Punti | G       | V       | N       | P       | Gf      | Gs      | G            | V            | N            | P            | Gf           | Gs           | G      | V      | N      | P      | Gf     | Gs     | DR  |
| ----------------- | ----- | ------- | ------- | ------- | ------- | ------- | ------- | ------------ | ------------ | ------------ | ------------ | ------------ | ------------ | ------ | ------ | ------ | ------ | ------ | ------ | --- |
| Bundesliga        | 32    | 15      | 9       | 4       | 2       | 28      | 15      | 15           | 2            | 6            | 7            | 16           | 23           | 30     | 11     | 10     | 9      | 44     | 38     | +6  |
| Coppa di Germania | -     | 2       | 2       | 0       | 0       | 5       | 1       | 2            | 1            | 0            | 1            | 5            | 4            | 4      | 3      | 0      | 1      | 10     | 5      | +5  |
| Totale            | 32    | 17      | 11      | 4       | 2       | 33      | 16      | 17           | 3            | 6            | 8            | 21           | 27           | 34     | 14     | 10     | 10     | 54     | 43     | +11 |

### Andamento in campionato
| Giornata  | 1 | 2 | 3 | 4 | 5 | 6 | 7 | 8 | 9 | 10 | 11 | 12 | 13 | 14 | 15 | 16 | 17 | 18 | 19 | 20 | 21 | 22 | 23 | 24 | 25 | 26 | 27 | 28 | 29 | 30 |
| --------- | - | - | - | - | - | - | - | - | - | -- | -- | -- | -- | -- | -- | -- | -- | -- | -- | -- | -- | -- | -- | -- | -- | -- | -- | -- | -- | -- |
| Luogo     | C | T | C | T | C | T | C | T | C | T  | C  | T  | C  | C  | T  | T  | C  | T  | C  | T  | C  | T  | C  | T  | C  | T  | C  | T  | T  | C  |
| Risultato | V | P | V | N | V | P | V | P | V | N  | P  | P  | V  | V  | N  | N  | N  | V  | V  | V  | N  | N  | V  | P  | N  | P  | N  | P  | N  | P  |
| Posizione | 1 | 8 | 4 | 3 | 1 | 7 | 6 | 7 | 6 | 4  | 7  | 8  | 6  | 3  | 4  | 4  | 6  | 5  | 4  | 3  | 3  | 4  | 3  | 5  | 5  | 5  | 5  | 5  | 5  | 6  |

Legenda:

Luogo: C = Casa; T = Trasferta. Risultato: V = Vittoria; N = Pareggio; P = Sconfitta.

### Statistiche dei giocatori
| Giocatore       | Bundesliga | Bundesliga | Bundesliga  | Bundesliga | Coppa di Germania | Coppa di Germania | Coppa di Germania | Coppa di Germania | Totale   | Totale | Totale      | Totale     |
| Giocatore       | Presenze   | Reti       | Ammonizioni | Espulsioni | Presenze          | Reti              | Ammonizioni       | Espulsioni        | Presenze | Reti   | Ammonizioni | Espulsioni |
| --------------- | ---------- | ---------- | ----------- | ---------- | ----------------- | ----------------- | ----------------- | ----------------- | -------- | ------ | ----------- | ---------- |
| R. Adelmann     | 0          | 0          | 0           | 0          | 0                 | 0                 | 0                 | 0                 | 0        | 0      | 0           | 0          |
| R. Albrecht     | 5          | 1          | 0           | 0          | 2                 | 1                 | 0                 | 0                 | 7        | 2      | 0           | 0          |
| T. Allemann     | 25         | 6          | 0           | 0          | 4                 | 1                 | 0                 | 0                 | 29       | 7      | 0           | 0          |
| J. Billmann     | 3          | 0          | 0           | 0          | 0                 | 0                 | 0                 | 0                 | 3        | 0      | 0           | 0          |
| K. Dachlauer    | 7          | 1          | 0           | 0          | 0                 | 0                 | 0                 | 0                 | 7        | 1      | 0           | 0          |
| P. Derbfuß      | 0          | 0          | 0           | 0          | 0                 | 0                 | 0                 | 0                 | 0        | 0      | 0           | 0          |
| K. Ferschl      | 23         | 0          | 0           | 0          | 4                 | 0                 | 0                 | 0                 | 27       | 0      | 0           | 0          |
| G. Flachenecker | 4          | 1          | 0           | 0          | 0                 | 0                 | 0                 | 0                 | 4        | 1      | 0           | 0          |
| M. Greif        | 26         | 3          | 0           | 0          | 3                 | 1                 | 0                 | 0                 | 29       | 4      | 0           | 0          |
| H. Hilpert      | 13         | 0          | 0           | 0          | 1                 | 0                 | 0                 | 0                 | 14       | 0      | 0           | 0          |
| H. Leupold      | 30         | 0          | 0           | 0          | 4                 | 0                 | 0                 | 0                 | 34       | 0      | 0           | 0          |
| H. Marchl       | 0          | 0          | 0           | 0          | 0                 | 0                 | 0                 | 0                 | 0        | 0      | 0           | 0          |
| M. Morlock      | 0          | 0          | 0           | 0          | 0                 | 0                 | 0                 | 0                 | 0        | 0      | 0           | 0          |
| H. Müller       | 12         | 0          | 0           | 0          | 0                 | 0                 | 0                 | 0                 | 12       | 0      | 0           | 0          |
| L. Müller       | 28         | 2          | 0           | 0          | 4                 | 1                 | 0                 | 0                 | 32       | 3      | 0           | 0          |
| F. Popp         | 10         | 0          | 0           | 0          | 2                 | 0                 | 0                 | 0                 | 12       | 0      | 0           | 0          |
| S. Reisch       | 22         | 4          | 0           | 0          | 1                 | 0                 | 0                 | 0                 | 23       | 4      | 0           | 0          |
| A. Ruff         | 0          | 0          | 0           | 0          | 0                 | 0                 | 0                 | 0                 | 0        | 0      | 0           | 0          |
| K. Schmidt      | 0          | 0          | 0           | 0          | 0                 | 0                 | 0                 | 0                 | 0        | 0      | 0           | 0          |
| H. Schöll       | 0          | 0          | 0           | 0          | 0                 | 0                 | 0                 | 0                 | 0        | 0      | 0           | 0          |
| H. Strehl       | 30         | 15         | 0           | 0          | 4                 | 2                 | 0                 | 0                 | 34       | 17     | 0           | 0          |
| G. Strick       | 4          | 0          | 0           | 0          | 0                 | 0                 | 0                 | 0                 | 4        | 0      | 0           | 0          |
| R. Wabra        | 26         | 0          | 0           | 0          | 4                 | 0                 | 0                 | 0                 | 30       | 0      | 0           | 0          |
| F. Wenauer      | 24         | 0          | 0           | 0          | 4                 | 0                 | 0                 | 0                 | 28       | 0      | 0           | 0          |
| T. Wild         | 24         | 6          | 0           | 0          | 4                 | 4                 | 0                 | 0                 | 28       | 10     | 0           | 0          |
| R. Wüthrich     | 14         | 3          | 0           | 0          | 3                 | 0                 | 0                 | 0                 | 17       | 3      | 0           | 0          |
| F. Zimmert      | 0          | 0          | 0           | 0          | 0                 | 0                 | 0                 | 0                 | 0        | 0      | 0           | 0          |